# Зайцево (Краснопрудська волость)
Зайцево (рос. Зайцево) — присілок в Псковському районі Псковської області Російської Федерації.
Населення становить 111 осіб. Входить до складу муніципального утворення Краснопрудська волость.

## Історія
Від 2015 року входить до складу муніципального утворення Краснопрудська волость.

## Населення
| 2001 | 2002 | 2010 |
| ---- | ---- | ---- |
| 143  | ↘140 | ↘111 |